# Comité Económico y Social Europeo
El Comité Económico y Social Europeo (CESE), o simplemente Comité Económico y Social, es un órgano auxiliar de la Unión Europea, creado por el Tratado constitutivo de la Comunidad Económica Europea en 1957 con el fin de representar los intereses de los distintos grupos económicos y sociales de la UE.

## Composición
Cuenta con 329 personas, que representan la vida económica y social, distribuidos en 3 grupos: Empresarios, Trabajadores y representantes de Diversidad Europa (agricultores, artesanos, industrias, profesiones, consumidores, comunidad científica y pedagógica, economía social, familias, movimientos ecológicos). Estos representantes son elegidos por un periodo renovable de cinco años, y nombrados por el consejo, que adoptará la lista de miembros establecida de conformidad con las propuestas presentadas por cada Estado miembro. Se nombra un Presidente y 2 vicepresidentes por un período de 2 años y medio.

## Función
El Comité Económico y Social debe ser consultado por el Consejo, la Comisión o el Parlamento Europeo en los casos previstos por los Tratados. Este dictamen preceptivo se produce antes de la adopción de un gran número de actos relativos al mercado común, educación, protección de los consumidores, medio ambiente, desarrollo regional y ámbito social.
Puede también emitir dictámenes facultativos, correspondientes a los casos en que el Consejo, la Comisión o el Parlamento estimen oportuno consultar al Comité Económico y Social. Finalmente, también puede también emitir dictámenes por iniciativa propia.